# Matthias Benesch

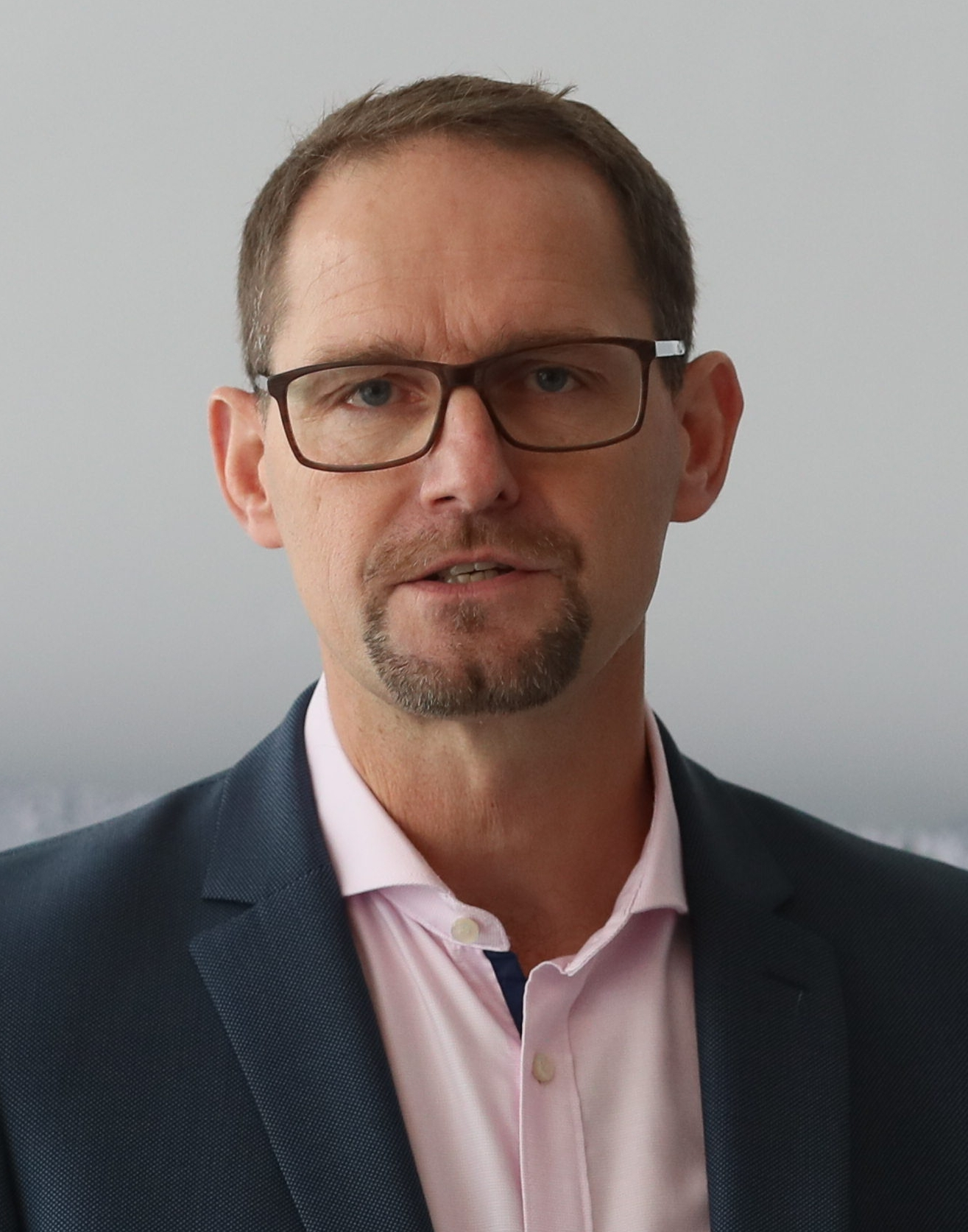
Matthias Benesch (2018)

Matthias „Benni“ Benesch (* 28. August 1968 in Merseburg) ist ein ehemaliger deutscher Bobfahrer und gegenwärtiger Sportfunktionär.

## Werdegang
Er trainierte an der Kinder- und Jugendsportschule (KJS) in Halle und beim SC Einheit Dresden Stabhochsprung. 1987 wechselte er zum Bobfahren zum SG Dynamo Zinnwald, wo er bis 2003 Erfolge im Zweier- und Viererbob errang. Benesch war 12 Jahre Soldat in der Sportfördergruppe Berchtesgaden. Als Oberfeldwebel beendete er 2003 seine sportliche Karriere. Er holte 2005 an der Bundeswehrfachschule Naumburg das Abitur nach und studierte im Anschluss an der Berufsakademie Sachsen in Riesa mit dem Schwerpunkt Sportevent-Management und Marketing.
Seit Oktober 2007 war er Geschäftsführer der Wintersport Altenberg (Osterzgebirge) GmbH, die sich um den Betrieb der Rennschlitten- und Bobbahn Altenberg kümmert. Höhepunkte in seiner Arbeit waren die Austragung der Bob-Weltmeisterschaft 2008 sowie der parallel dazu ausgetragenen Skeleton-Weltmeisterschaft 2008. Im September 2018 wurde bekannt, dass Benesch zum Ende der Saison 2018/19 an die Spitze des Rennrodel-, Bob- und Skeletonverbandes Sachsen wechseln wird und aus diesem Grund die Gesellschafter um seine Abberufung als Geschäftsführer der Wintersport Altenberg (Osterzgebirge) GmbH gebeten hat. Der Kreistag des Landkreises Sächsische Schweiz-Osterzgebirge hatte diesem Wunsch im September 2018 zugestimmt. Sein Nachfolger als Geschäftsführer der Wintersport Altenberg (Osterzgebirge) GmbH wurde zum 1. Juni 2019 Jens Morgenstern.

## Sportliche Erfolge
- 6. Platz bei den Bob-Weltmeisterschaften 2001 im Vierer in St. Moritz[3]
- 7. Platz bei den Bob-Weltmeisterschaften 1997 im Zweier in St. Moritz
- Europameister im Vierer: 2001 am Königssee
- Bronze bei den Europameisterschaften 2002 im Vierer in Cortina d’Ampezzo
- Weltcup-Dritter im Vierer: 2000/01
- Deutscher Meister im Vierer: 2001
- Deutscher Vizemeister im Vierer: 1996
- Sieger der Senioren-Europameisterschaft im Zweier in Innsbruck
- 2 × Juniorenweltmeister im Vierer: 1993 in Cortina d’Ampezzo, 1994 in St. Moritz